# Водяная ива
«Водяная ива» — картина английского художника-прерафаэлита Данте Габриэля Россетти, созданная в 1871 году. на картине изображена Джейн Моррис на берегу реки; на фоне видна Усадьба Келмскотт.

## Информация о картине

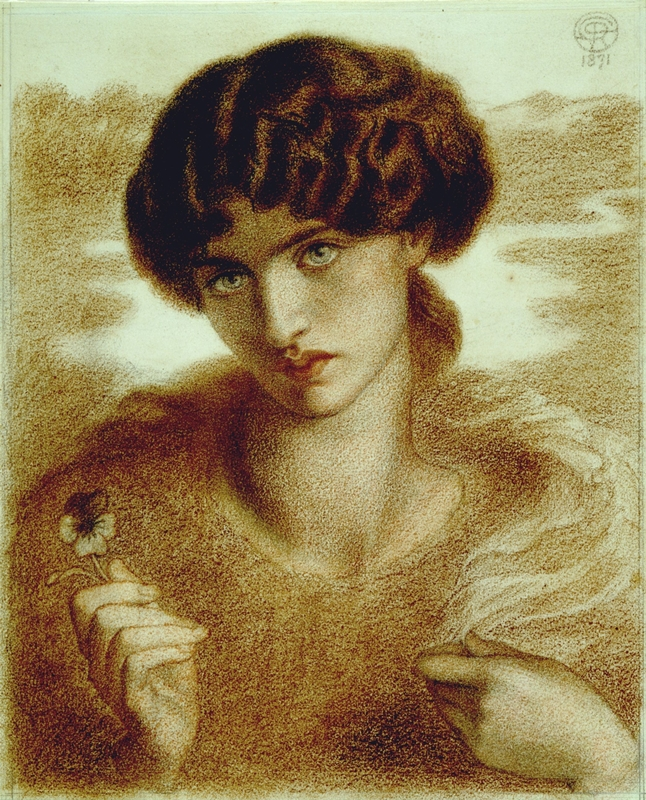
Эскиз к «Водяной иве».

В мае 1871 года Уильям Моррис снял на летнее время особняк в Келмскотте (Оксфордшир). Он делил дом с Данте Габриэлем Россетти, но вскоре Моррис уехал в Исландию, а Россетти остался там с его женой Джейн Моррис (у них двоих был тайный роман, переросший в сложные отношения) и её детьми. Сначала Россетти сделал эскиз «Водяной ивы» пастелью, а затем написал саму работу, подогнав её под размер «старинной красивой рамы», которая у него была. Эскиз отличается от картины тем, что на нём Джейн держит в руках фиалку — символ любви и памяти; на картине же изображена ветка ивы — символ грусти и неутолённого желания.
В 1877 году из-за финансовых проблем Россетти продал картину фабриканту Уильяму Альфреду Тёрнеру (1839—1886). Позже он написал Джейн Моррис, что ему «смертельно жаль расставаться с полотном из Келмскотта», но у него не было выбора.
В 1890 году «Водяная ива» стала первой картиной прерафаэлитов, приобретённой коллекционером Сэмьюэлом Бэнкрофтом младшим, собравшим позже одну из самых больших коллекций работ этого направления. Бэнкрофт отправил картину на реставрацию в Англию Чарльзу Фэйрфаксу Мюррею и попросил его сделать копию, которую подарил Джейн Моррис. На сегодняшний день «Водяная ива» и вся коллекция Бэнкрофта находятся в Художественном музее Делавэра.
Картина выставлялась в Манчестере в 1882 году и 1887 году, в Лондоне в 1883 году и в Филадельфии в 1892 году. Она также выставлялась в Уилмингтоне в 1917 и 1934 годах, в Нью-Хейвене в 1976 году, а также в Ливерпуле и Амстердаме в 2003 году.